# Crepis zacintha
Crepis zacintha là một loài thực vật có hoa trong họ Cúc. Loài này được (L.) Babc. mô tả khoa học đầu tiên năm 1941.